# Kachorra
Kachorra è una telenovela argentina, trasmessa in Argentina, Paraguay e in tutta l'America Latina, dal 20 maggio al 13 dicembre 2002.
Nel 2006/2007 in Portogallo è stata prodotta uno remake, dal titolo Doce Fugitiva.